# Boi de madeira

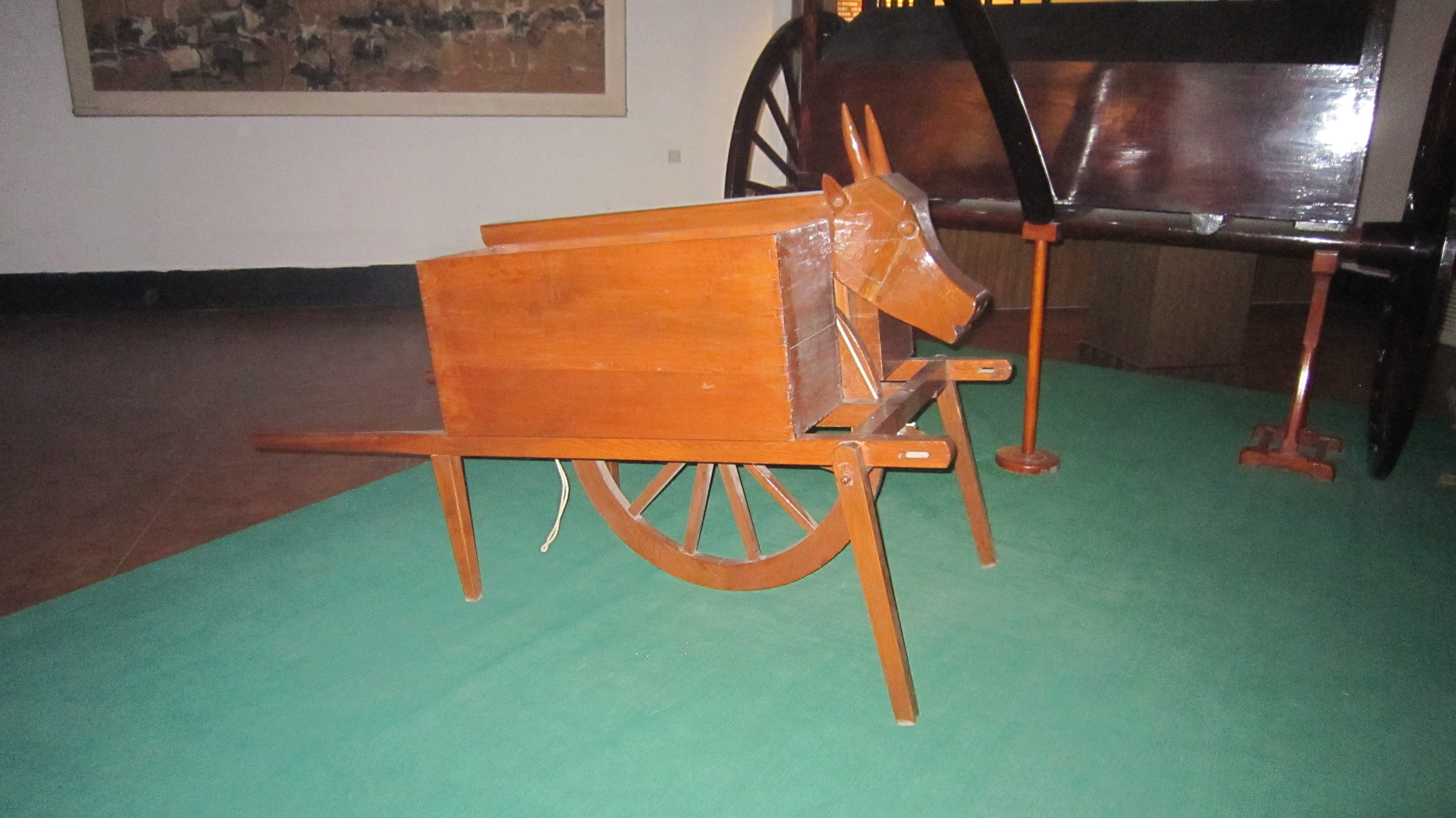
Madeira boi réplica no Antigo Carro do Museu em Zibo, China

O boi de madeira (木牛流馬) foi um carrinho com uma única roda com duas alças (semelhante a um carrinho de mão), cuja invenção na China, por vezes, é creditado para Zhuge Liang, enquanto serviu Han Shu, por volta do ano 230 CE. O boi de madeira supostamente permitia um único homem fazer o transporte de alimentos suficientes para o fornecimento de quatro pessoas por até três meses, e isso permitiu que a alimentação de grandes exércitos no campo. O dispositivo básico, no entanto, parece ter sido gravado séculos antes, em esculturas em pedra datada a partir de 206 AC.